# Torneo de las Seis Naciones 2017
El Torneo de las Seis Naciones 2017, conocido como 2017 RBS Nations debido a motivos de patrocinio por parte del The Royal Bank of Scotland, fue la decimoctava edición del Torneo de las Seis Naciones, la competición anual más importante de rugby del hemisferio norte.
Esta edición fue disputada por Inglaterra, Francia, Irlanda, Italia, Escocia y Gales. Incluyendo los torneos matrices anteriores, fue la edición número 123 del torneo.
Por primera vez, el torneo de 2017 utiliza el sistema de punto bonus, común a la mayoría de los otros torneos de rugby. Además de los cuatro puntos para una victoria o dos para un empate, un equipo que anote cuatro o más ensayos durante un partido recibirá un punto bonus ofensivo, al igual que un equipo que pierda por 7 o menos puntos, obtiene un punto bonus defensivo. Además, para asegurar que un equipo que gane todos sus partidos (un Grand Slam) también gane el campeonato, se le concederán tres puntos adicionales.

## Participantes
| País       | Estadio             | Estadio   | Estadio     | Entrenador               | Capitán         |
| País       | Estadio local       | Capacidad | Ciudad      | Entrenador               | Capitán         |
| ---------- | ------------------- | --------- | ----------- | ------------------------ | --------------- |
| Inglaterra | Twickenham Stadium  | 82 000    | Londres     | Eddie Jones              | Dylan Hartley   |
| Francia    | Stade de France     | 81 338    | Saint-Denis | Guy Novès                | Guilhem Guirado |
| Irlanda    | Aviva Stadium       | 51 700    | Dublín      | Joe Schmidt              | Rory Best       |
| Italia     | Stadio Olimpico     | 73 261    | Roma        | Conor O'Shea             | Sergio Parisse  |
| Escocia    | Murrayfield Stadium | 67 144    | Edimburgo   | Vern Cotter              | Greig Laidlaw   |
| Gales      | Millennium Stadium  | 74 500    | Cardiff     | Rob Howley (provisional) | Alun Wyn Jones  |

## Clasificación
| Pos.                                                            | País       | Partidos | Partidos | Partidos  | Partidos | Anotación | Anotación | Anotación  | Ensayos (tries) | Puntos Bonus | Puntos |
| Pos.                                                            | País       | Jugados  | Ganados  | Empatados | Perdidos | A favor   | En contra | Diferencia | Ensayos (tries) | Puntos Bonus | Puntos |
| --------------------------------------------------------------- | ---------- | -------- | -------- | --------- | -------- | --------- | --------- | ---------- | --------------- | ------------ | ------ |
| 1.                                                              | Inglaterra | 5        | 4        | 0         | 1        | 146       | 81        | +65        | 16              | 3            | 19     |
| 2.                                                              | Irlanda    | 5        | 3        | 0         | 2        | 126       | 77        | +49        | 14              | 2            | 14     |
| 3.                                                              | Francia    | 5        | 3        | 0         | 2        | 107       | 90        | +17        | 8               | 2            | 14     |
| 4.                                                              | Escocia    | 5        | 3        | 0         | 2        | 122       | 118       | +4         | 14              | 2            | 14     |
| 5.                                                              | Gales      | 5        | 2        | 0         | 3        | 102       | 86        | +16        | 8               | 2            | 10     |
| 6.                                                              | Italia     | 5        | 0        | 0         | 5        | 50        | 201       | -151       | 6               | 0            | 0      |
| Fuente: RBS 6 Nations Table (actualizado a 18 de marzo de 2017) |            |          |          |           |          |           |           |            |                 |              |        |

## Partidos
BO: Punto de bonificación ofensivo.
BD: Punto de bonificación defensivo.

### Jornada 1
| 4 de febrero de 2017, 14:25 GMT (UTC+0) | Escocia | 27 – 22 BD | Irlanda | Estadio Murrayfield, Edimburgo                                                                                                   | |
| | Tries: Stuart Hogg 8', 20' Alex Dunbar 28' Conversiones: (3/3) Greig Laidlaw 9', 21', 29' Penales: (2/2) Greig Laidlaw 72', 80' | Reporte    | Tries: 25' Keith Earls 47' Iain Henderson 61' Paddy Jackson Conversiones: 48', 62' Paddy Jackson (2/3) Penal: 33' Paddy Jackson (1/1) | Asistencia: 67 144 espectadores Árbitro(s): Romain Poite Juez de touch: Jaco Peyper Juez de touch: Nick Briant TMO: Glenn Newman | Asistencia: 67 144 espectadores Árbitro(s): Romain Poite Juez de touch: Jaco Peyper Juez de touch: Nick Briant TMO: Glenn Newman |
| Esta fue la primera victoria de Escocia sobre Irlanda desde 2013 recuperando así la Centenary Quaich. Desde 2006 que Escocia no ganaba su partido de apertura y desde 2012 que Irlanda no perdía en su debut. Stuart Hogg se convirtió en el máximo goleador de Escocia en el 6 Naciones. Irlanda recibió el primer punto bonus en la historia del 6 Naciones. | |            | | | |

| 4 de febrero de 2017, 16:50 GMT (UTC+0) | Inglaterra | 19 – 16 BD | Francia                                                                                              | Estadio de Twickenham, Londres | |
| | Try: · Ben Te'o 70' · Conversión: · (1/1) Owen Farrell 71' · Penales: · (3/4) Owen Farrell 9', 22', 54' · (1/1) Elliot Daly 37' · Tarjeta: · Jonny May 12' hasta 22' | Reporte    | Try: 59' Rabah Slimani Conversión: 60' Camille López (1/1) Penales: 6', 12', 19' Camille López (3/4) | Asistencia: 81 902 espectadores Árbitro(s): Angus Gardner Juez de touch: Glen Jackson Juez de touch: Marius van der Westhuizen TMO: Peter Fitzgibbon | Asistencia: 81 902 espectadores Árbitro(s): Angus Gardner Juez de touch: Glen Jackson Juez de touch: Marius van der Westhuizen TMO: Peter Fitzgibbon |
| Este triunfo amplió la seguidilla ganadora de Inglaterra a quince partidos consecutivos, ahora la más larga. Arthur Iturria hizo su debut internacional. | |            | | | |

| 5 de febrero de 2017, 15:00 CET (UTC+1) | Italia                                                                                                  | 7 – 33  | Gales | Stadio Olimpico, Roma | |
|                                         | Try: · Edoardo Gori 28' · Conversión: · (1/1) Carlo Canna 29' · Tarjeta: · Andrea Lovotti 59' hasta 69' | Reporte | Tries: 60' Jonathan Davies 66' Liam Williams 77' George North Conversiones: 61', 68', 78' Leigh Halfpenny (3/3) Penales: 35', 45', 52', 55' Leigh Halfpenny (4/5) | Asistencia: 40 986 espectadores Árbitro(s): JP Doyle Juez de touch: John Lacey Juez de touch: Craig Maxwell-Keys TMO: Rowan Kitt | Asistencia: 40 986 espectadores Árbitro(s): JP Doyle Juez de touch: John Lacey Juez de touch: Craig Maxwell-Keys TMO: Rowan Kitt |

### Jornada 2
| 11 de febrero de 2017, 15:25 CET (UTC+1) | Italia                                                                                | 10 – 63 BO | Irlanda | Stadio Olimpico, Roma | |
| | Try: Try penal 31' Conversiones: (1/1) Carlo Canna 31' Penales: (1/1) Carlo Canna 15' | Reporte    | Tries: 11', 25' Keith Earls 17', 34', 45' CJ Stander 67', 77', 80' Craig Gilroy 71' Garry Ringrose Conversiones: 13', 19', 27', 35', 56', 68', 72', 78', 80' Paddy Jackson (9/9) | Asistencia: 50 197 espectadores Árbitro(s): Glen Jackson Juez de touch: Angus Gardner Juez de touch: Marius van der Westhuizen TMO: Rowan Kitt | Asistencia: 50 197 espectadores Árbitro(s): Glen Jackson Juez de touch: Angus Gardner Juez de touch: Marius van der Westhuizen TMO: Rowan Kitt |
| Niall Scannell hizo su debut internacional. El capitán irlandés Rory Best fue nombrado como titular pero fue retirado del equipo debido a una enfermedad el día del partido. CJ Stander se convirtió en el primer forward en anotar un hat-trick en el Seis Naciones. Esta fue la mayor victoria de Irlanda en el torneo. |                                                                                       |            | | | |

| 11 de febrero de 2017, 16:50 GMT (UTC+0)                                                                                                  | Gales | BD 16 – 21 | Inglaterra | Millennium Stadium, Cardiff | |
| | Try: Liam Williams 37' Conversión: (1/1) Leigh Halfpenny 38' Penales: (3/3) Leigh Halfpenny 2', 22', 60' | Reporte    | Tries: 17' Ben Youngs 75' Elliot Daly Conversión: 77' Owen Farrell (1/2) Penales: 10', 55', 70' Owen Farrell (3/3) | Asistencia: 74 500 espectadores Árbitro(s): Jérôme Garcès Juez de touch: Pascal Gaüzère Juez de touch: Nick Briant TMO: Glenn Newman | Asistencia: 74 500 espectadores Árbitro(s): Jérôme Garcès Juez de touch: Pascal Gaüzère Juez de touch: Nick Briant TMO: Glenn Newman |
| George North fue nombrado para iniciar el partido para Gales, pero reemplazado por Alex Cuthbert después de no recuperarse de una lesión. | |            | | | |

| 12 de febrero de 2017, 16:00 CET (UTC+1)                                                         | Francia | 22 - 16 BD | Escocia | Stade de France, Saint-Denis | |
|                                                                                                  | Try: Gaël Fickou 30' Conversión: (1/1) Camille López 31' Penales: (5/6) Camille López 6', 19', 46', 71', 76' (0/1) Scott Spedding | Reporte    | Tries: 16' Stuart Hogg 43' Tim Swinson Conversiones: Greig Laidlaw (0/1) Finn Russell (0/1) Penales: 35', 38' Finn Russell (2/2) Stuart Hogg (0/1) | Asistencia: 75 283 espectadores Árbitro(s): Jaco Peyper Juez de touch: John Lacey Juez de touch: Luke Pearce TMO: Peter Fitzgibbon | Asistencia: 75 283 espectadores Árbitro(s): Jaco Peyper Juez de touch: John Lacey Juez de touch: Luke Pearce TMO: Peter Fitzgibbon |
| Stuart Hogg alcanzó los 50 partidos con su selección. Simon Berghan hizo su debut internacional. | |            | | | |

### Jornada 3
| 25 de febrero de 2017, 14:25 GMT (UTC+0) | Escocia | 29 – 13 | Gales                                                                                                | Estadio Murrayfield, Edimburgo                                                                                               | |
| | Tries: Tommy Seymour 43' Tim Visser 66' Conversiones: (2/2) Finn Russell 44', 67' Penales: (5/5) Finn Russell 6', 29', 40', 54', 72' | Reporte | Try: 22' Liam Williams Conversión: 24' Leigh Halfpenny (1/1) Penales: 11', 33' Leigh Halfpenny (2/3) | Asistencia: 67 144 espectadores Árbitro(s): John Lacey Juez de touch: JP Doyle Juez de touch: Matthew Carley TMO: Rowan Kitt | Asistencia: 67 144 espectadores Árbitro(s): John Lacey Juez de touch: JP Doyle Juez de touch: Matthew Carley TMO: Rowan Kitt |
| Escocia terminó la racha ganadora de 9 partidos consecutivos de Gales al vencerlo por primera vez desde su victoria de 21-9 en el Torneo de las Seis Naciones 2007. | |         | | | |

| 25 de febrero de 2017, 16:50 GMT (UTC+0)    | Irlanda | 19 – 9  | Francia                                    | Estadio Aviva, Dublín | |
|                                             | Try: Conor Murray 29' Conversión: (1/1) Jonathan Sexton 30' Penales: (2/2) Jonathan Sexton 45', 54' (1/1) Paddy Jackson 75' Drop: (1/1) Jonathan Sexton 49' | Reporte | Penales: 11', 18', 79' Camille López (3/3) | Asistencia: 51 700 espectadores Árbitro(s): Nigel Owens Juez de touch: Wayne Barnes Juez de touch: Luke Pearce TMO: George Ayoub | Asistencia: 51 700 espectadores Árbitro(s): Nigel Owens Juez de touch: Wayne Barnes Juez de touch: Luke Pearce TMO: George Ayoub |
| Henry Chavancy hizo su debut internacional. | |         |                                            | | |

| 26 de febrero de 2017, 15:00 GMT (UTC+0)               | Inglaterra | BO 36 – 15 | Italia | Estadio de Twickenham, Londres | |
|                                                        | Tries: Dan Cole 23' Danny Care 43' Elliot Daly 46' Jack Nowell 69', 79' Ben Te'o 72' Conversiones: (3/6) Owen Farrell 47', 53', 79' Penal: (0/1) Owen Farrell | Reporte    | Tries: 39' Giovanbattista Venditti 59' Michele Campagnaro Conversiones: 40' Tommaso Allan (1/1) Edoardo Padovani (0/1) Penales: Tommaso Allan (0/3) Drop: 32' Tommaso Allan (1/1) | Asistencia: 81 904 espectadores Árbitro(s): Romain Poite Juez de touch: Mathieu Raynal Juez de touch: Andrew Brace TMO: George Ayoub | Asistencia: 81 904 espectadores Árbitro(s): Romain Poite Juez de touch: Mathieu Raynal Juez de touch: Andrew Brace TMO: George Ayoub |
| Owen Farrell alcanzó los 50 partidos con su selección. | |            | | | |

### Jornada 4
| 10 de marzo de 2017, 20:05 GMT (UTC+0)                   | Gales | 22 – 9  | Irlanda                                                        | Millennium Stadium, Cardiff | |
|                                                          | Tries: George North 19', 43' Jamie Roberts 77' Conversiones: (2/3) Leigh Halfpenny 45', 78' Penales: (1/1) Leigh Halfpenny 38' | Reporte | Penales: 6', 56' Jonathan Sexton (2/2) 26' Paddy Jackson (1/1) | Asistencia: 74 500 espectadores Árbitro(s): Wayne Barnes Juez de touch: Jérôme Garcès Juez de touch: Matthew Carley TMO: Ben Skeen | Asistencia: 74 500 espectadores Árbitro(s): Wayne Barnes Juez de touch: Jérôme Garcès Juez de touch: Matthew Carley TMO: Ben Skeen |
| Justin Tipuric alcanzó los 50 partidos con su selección. | |         |                                                                | | |

| 11 de marzo de 2017, 14:30 CET (UTC+1) | Italia | 18 – 40 BO | Francia | Stadio Olimpico, Roma | |
| | Tries: Sergio Parisse 2' Angelo Esposito 80' Conversiones: (1/2) Carlo Canna 80' Penales: (2/2) Carlo Canna 16', 27' | Reporte    | Tries: 20' Gaël Fickou 47' Virimi Vakatawa 66' Louis Picamoles 76' Brice Dulin Conversiones: 21', 48', 71', 77' Camille López (4/4) Penales: 8', 18', 33', 42' Camille López (4/4) | Asistencia: 51 770 espectadores Árbitro(s): Ben O'Keeffe Juez de touch: Nigel Owens Juez de touch: JP Doyle TMO: Marius Jonker | Asistencia: 51 770 espectadores Árbitro(s): Ben O'Keeffe Juez de touch: Nigel Owens Juez de touch: JP Doyle TMO: Marius Jonker |
| Luca Sperandio y Antoine Dupont hicieron su debut internacional. Guilhem Guirado alcanzó los 50 partidos con su selección. Francia retiene el Trofeo Giuseppe Garibaldi. | |            | | | |

| 11 de marzo de 2017, 16:00 GMT (UTC+0) | Inglaterra | BO 61 – 21 | Escocia                                                                                  | Estadio de Twickenham, Londres                                                                     | |
| | Tries: Jonathan Joseph 2', 24', 42' Anthony Watson 34' Billy Vunipola 56' Danny Care 71', 80' Conversiones: (7/7) Owen Farrell 3', 24', 36', 43', 57', 72', 80' Penales: (4/5) Owen Farrell 6', 14', 31', 46' | Reporte    | Tries: 28' Gordon Reid 49', 68' Huw Jones Conversiones: 29', 50', 69' Finn Russell (3/3) | Árbitro(s): Mathieu Raynal Juez de touch: Romain Poite Juez de touch: Marius Mitrea TMO: Ben Skeen | Árbitro(s): Mathieu Raynal Juez de touch: Romain Poite Juez de touch: Marius Mitrea TMO: Ben Skeen |
| Joe Marler alcanzó los 50 partidos con su selección. Cornell du Preez hizo su debut internacional. Por segunda temporada consecutiva, Inglaterra gana el Seis Naciones a falta de una fecha por disputarse. Los 61 puntos marcados por Inglaterra es el mayor logrado en el torneo contra Escocia, y los 40 puntos de margen igualan la mayor diferencia anteriormente conseguida (43-3). Inglaterra alcanza el récord de Nueva Zelanda con 18 triunfos consecutivos que tenía entre agosto de 2015 y octubre de 2016. Inglaterra gana el 11º partido consecutivo del Seis Naciones marcando un nuevo récord. Inglaterra retiene la Copa Calcutta. | |            |                                                                                          | | |

### Jornada 5
| 18 de marzo de 2017, 12:30 GMT (UTC+0) | Escocia | BO 29 – 0 | Italia | Estadio Murrayfield, Edimburgo |                            |
|                                        |         | Reporte   |        | Árbitro(s): Pascal Gaüzère     | Árbitro(s): Pascal Gaüzère |

| 18 de marzo de 2017, 15:45 CET (UTC+1) | Francia | 20 – 18 BD | Gales | Stade de France, Saint-Denis |                          |
|                                        |         | Reporte    |       | Árbitro(s): Wayne Barnes     | Árbitro(s): Wayne Barnes |

| 18 de marzo de 2017, 17:00 GMT (UTC+0) | Irlanda | 13 – 9 BD | Inglaterra | Estadio Aviva, Dublín     |                           |
|                                        |         | Reporte   |            | Árbitro(s): Jérôme Garcès | Árbitro(s): Jérôme Garcès |

## Premios especiales
- Grand Slam: -
- Triple Corona: -
- Copa Calcuta:  Inglaterra
- Millennium Trophy:  Irlanda
- Centenary Quaich:  Escocia
- Trofeo Garibaldi:  Francia
- Cuchara de madera:  Italia